# Чемпіонат України з футзалу 2018—2019
Чемпіонат України з футзалу 2018—2019 розпочався 15 вересня 2018 року, складатиметься з 18 турів першого етапу та десяти турів другого етапу і закінчиться 15 червня 2019 року. В турнірі бере участь 10 команд.
У цьому сезоні відмовилися від стадії плей-оф, чемпіонат розігруватиметься у два етапи: перший — два кола з роз'їздами, за результатами якого до другого етапу потрапляє шість найкращих команд з набраними очками у матчах між собою. Другий етап команди проводять у два кола з роз'їздами.
Також цього сезону вперше проводиться Кубок Ліги, який розігрується між командами Екстраліги.

## Учасники
- АРПІ (Запоріжжя)
- Енергія (Львів)
- Епіцентр К-Авангард (Одеса)
- ІнБев-НПУ (Київ, Житомир)
- Кардинал-Рівне (Рівне)
- Продексім (Херсон)
- Сокіл (Хмельницький)
- Титан (Покровське)
- Ураган (Івано-Франківськ)
- ХІТ (Київ)

## Турнірна таблиця після регулярного чемпіонату
| №   | Клуб                | І  | В  | Н | П  | М     | О  |
| --- | ------------------- | -- | -- | - | -- | ----- | -- |
| 1.  | ХІТ                 | 18 | 13 | 4 | 1  | 61-34 | 43 |
| 2.  | Ураган              | 18 | 11 | 4 | 3  | 78-38 | 37 |
| 3.  | Продексім           | 18 | 10 | 6 | 2  | 76-43 | 36 |
| 4.  | Кардинал-Рівне      | 18 | 8  | 4 | 6  | 61-51 | 28 |
| 5.  | Титан               | 18 | 9  | 0 | 9  | 54-51 | 27 |
| 6.  | Енергія             | 18 | 7  | 5 | 6  | 34-34 | 26 |
| 7.  | АРПІ                | 18 | 5  | 3 | 10 | 40-56 | 18 |
| 8.  | ІнБев-НПУ           | 18 | 4  | 2 | 12 | 37-78 | 14 |
| 9.  | Сокіл               | 18 | 4  | 2 | 12 | 34-66 | 14 |
| 10. | Епіцентр К-Авангард | 18 | 3  | 2 | 12 | 35-59 | 11 |

Бомбардири:
1. Ігор Салтанов (Кардинал-Рівне) - 19
2. Артем Фаренюк (Ураган) - 17

Турнірна таблиця після матчів за 1-6 місця
| №  | Клуб           | І  | В  | Н | П  | М     | О  |
| -- | -------------- | -- | -- | - | -- | ----- | -- |
| 1. | Продексім      | 20 | 12 | 4 | 4  | 85-44 | 41 |
| 2. | Ургаган        | 20 | 12 | 3 | 5  | 72-44 | 39 |
| 3. | ХІТ            | 20 | 10 | 7 | 3  | 59-39 | 37 |
| 4. | Енергія        | 20 | 6  | 5 | 9  | 38-50 | 23 |
| 5. | Кардинал-Рівне | 20 | 6  | 4 | 10 | 45-61 | 22 |
| 6. | Титан          | 20 | 2  | 0 | 18 | 25-86 | 6  |

Бомбардири:
1. Артем Фаренюк (Ураган) - 20
2. Ігор Салтанов (Кардинал-Рівне) - 19
3. Микола Білоцерківець (Продексім) - 18
4. Михайло Зварич (Продексім) - 14
5. Орест Боргун (ХІТ) - 13
6. Даниїл Абакшин (Ураган) - 13